# Акоев, Владимир Михайлович

Мемориальная доска на фасаде дома № 51 на улице Ватутина, Владикавказ

Владимир Михайлович Акоев (14 сентября 1944 года, пос. Раздольный, Кореновский район, Краснодарский край — 26 июня 1989 года, Тольятти, Куйбышевская область) — советский автостроитель, директор НТЦ «Волжского автомобильного завода» (ВАЗа) (1988—1989).

## Биография
Родился в 1944 году в посёлке Раздольном Кореновского района Кубани. В раннем детстве вместе с родителями переехал во Владикавказ. Обучался в местной средней школе № 28. В последующем обучался в Челябинском политехническом институте, который окончил в 1967 году.
После института трудился мастером цеха «Шасси-1» механосборочного производства на АвтоВАЗе. В 1982—1983 годах возглавлял автовазовское представительство в Турине. С 1984 года — начальник технологического отдела, Участвовал в разработках новых моделей «Жигули» переднеприводных автомобилей ВАЗ-2108, ВАЗ-2109, ВАЗ-21099 и полноприводных ВАЗ-2121 «Нива». С 1987 года — заместитель технического директора завода.
В 1988 году назначен первым заместителем генерального директора АвтоВАЗа и директором Научно-технического центра АвтоВАЗа. Сменил на этом посту первого директора НТЦ Владимира Васильевича Каданникова.
Занимался самбо, основал в Тольятти детскую секцию самбо.
Трагически погиб 26 июня 1989 года в автомобильной катастрофе при лобовом столкновении с КАМАЗом в Тольятти.
Награды
- Орден «Дружбы народов» (1980)
- Орден Трудового Красного Знамени (1986)
- Орден «Знак Почёта»
- Серебряная медаль ВДНХ

Память
- В июне 1999 года на фасаде дома № 51 на улице Ватутина во Владикавказе была установлена мемориальная доска[5]. Автор: скульптор Маирбек Царикаев[2];
- Ежегодно в Тольятти проходит турнир самбо имени Владимира Акоева[6].